# Fluxó

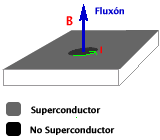
Diagrama d'un fluxó.

En física, un fluxó és un quàntic de flux electromagnètic. El terme pot tenir qualsevol dels diversos significats relacionats.
En el context de la superconductivitat, en els superconductors de tipus II es poden formar fluxons (també coneguts com a vòrtex d'Abrikóssov) quan el camp aplicat es troba entre {\displaystyle B_{c_{1}}}i {\displaystyle B_{c_{2}}}. El fluxó és un petit bigoti de fase normal envoltat de fase superconductora, i els supercorrents circulen pel nucli normal. El camp magnètic a través d'aquest bigoti i el seu veïnat, que té una mida de l'ordre de la profunditat de penetració de Londres {\displaystyle \lambda _{L}} (~100 nm), es quantifica a causa de les propietats de fase del potencial del vector magnètic en electrodinàmica quàntica, vegeu quàntic de flux magnètic per a més detalls.
En el context de llargues unions de túnel de Josephson superconductor-aïllant-superconductor, un fluxó (també conegut com a vòrtex de Josephson) està format per supercorrents circulants i no té un nucli normal a la barrera de túnel. Els supercorrents circulen just al voltant del centre matemàtic d'un fluxó, que es troba amb la barrera (aïllant) de Josephson. De nou, el flux magnètic creat per supercorrents circulants és igual a un quàntic de flux magnètic {\displaystyle \Phi _{0}}(o menys, si els elèctrodes superconductors de la unió Josephson són més prims que {\displaystyle \lambda _{L}}).
En el context del modelatge numèric MHD, un fluxó és una línia de camp magnètic discretitzada, que representa una quantitat finita de flux magnètic en un paquet localitzat del model. Els models de Fluxon estan dissenyats explícitament per preservar la topologia del camp magnètic, superant els efectes de resistivitat numèrica en els models eulerians.